# Yūji Kamijō
Yūji Kamijō (jap. 上條有司 Kamijō Yūji; ur. 7 kwietnia 1986 w Matsumoto) — japoński łyżwiarz szybki.
Yūji Kamijō uczestniczył na Zimowych Igrzyskach Olimpijskich 2014 w Soczi. Podczas tych igrzysk brał udział w tylko jednej dyscyplinie łyżwiarstwa szybkiego: biegu na 500 m mężczyzn, gdzie uzyskał 20. miejsce. Były to jego jedyne igrzyska olimpijskie.